# Slottet i Azay-le-Rideau

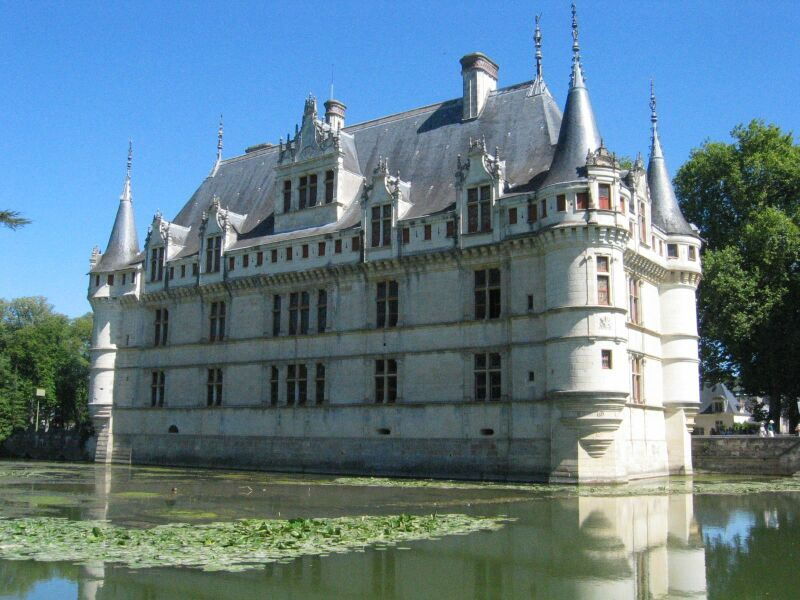
Slottet i Azay-le-Rideau

Slottet i Azay-le-Rideau (franska Château d'Azay-le-Rideau) ligger i det franska departementet Indre-et-Loire.
Slottet, som är ett av Frankrikes tidigaste renässansslott, byggdes mellan 1518 och 1527 på en ö i floden Indre. Slottets grund står på flodbottnen.

## Historia
Gilles Berthelot, som var skattmas under Frans I och borgmästare i Tours, började att bygga på det som redan var en fästning och en del av hans hustrus arv. Det var dock hon, Philippe Lesbahy, som bestämde hur slottet skulle uppföras, med bland annat nya idéer om ett centralt placerat trapphus, (escalier d'honneur) vilket är slottets största innovation. När Berthelot 1528 misstänktes för förskingring tvingades han fly från det ännu ej färdigbyggda slottet och han fick aldrig återse det igen. Istället konfiskerade kungen egendomen och gav det som en belöning till en av sina högst rankade soldater.
Slottet bytte under flera århundraden ägare flera gånger fram till början av 1900-talet, då det köptes av den franska staten och restaurerades. Interiören möblerades helt med en samling av olika renässansföremål. Idag är slottet öppet för turister.

## Byggnadsstil

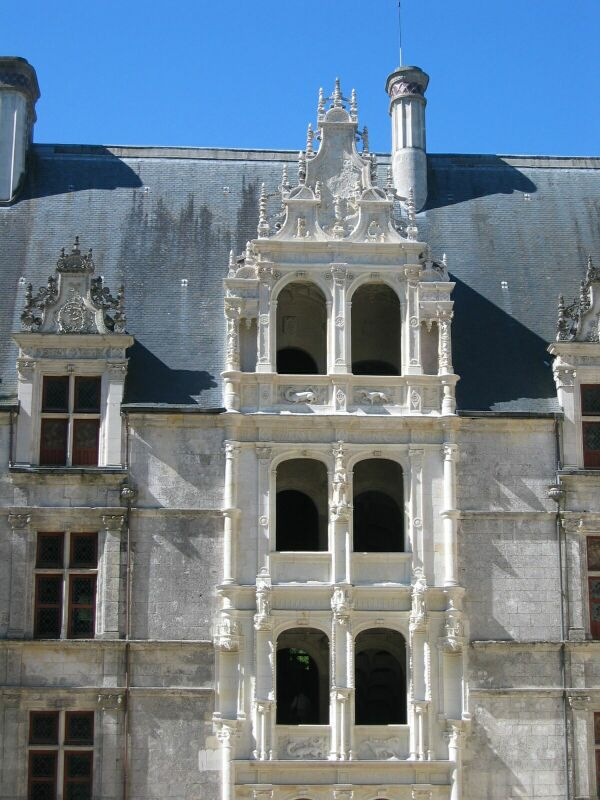
Trapphuset på framsidan

De långa och låga skulpturella dekorationerna på slottet är inspirerade av italiensk arkitektur i nyantik, men bastionens konformade hörn, de vertikalt grupperade fönstren som separeras av horisontella sektioner, och det brant lutande taket är franskt. De fantasifulla befästningarna och det medeltida kärntornet gav en känsla av nobless åt kungens nytillträdde skattmas.
Det centralt placerade trapphuset är slottets mest unika egenskap. Det ligger inbyggt i slottets fasad och är synligt från utsidan, liknande trapphuset på slottet i Blois.
De skulpturala detaljerna är särskilt anmärkningsvärda. På bottenplanets pilastrar finns salamandrar och hermeliner, som var Frans I:s och Claude av Frankrikes emblem.
Den romantiska generationen återupptäckte Azay-le-Rideaus dragningskraft. Honoré de Balzac kallade slottet för en fasetterad diamant i Indre ("Un diamant taillé à facettes, serti par l'Indre."). Numera omges slottet av parkliknande engelska trädgårdar från 1800-talet med många kopior av olika trädarter, speciellt exotiska barrträd såsom ceder, cypresser och Amerikansk sekvoja från den Nya världen.